# Nantua
Nantua è un comune francese di 3 798 abitanti situato nel dipartimento dell'Ain della regione dell'Alvernia-Rodano-Alpi.
È capoluogo dell'arrondissement di Nantua, che raggruppa 7 cantoni e 64 comuni per un totale di 80 927 abitanti (1999).

## Geografia fisica
La città è situata sulle rive del lago omonimo, ai piedi di un faraglione calcareo.

## Storia
Bonifacio di Savoia, Arcivescovo di Canterbury, fu priore di Nantua dal 1232 al 1253.

### Simboli
alias

## Monumenti e luoghi d'interesse
Possiede una chiesa del XII-XV secolo dedicata a san Michele (St-Michel) con struttura romanica ed elementi ornamentali gotici. All'interno dell'edificio si può ammirare un bel Martirio di san Sebastiano di Eugène Delacroix.

## Società

### Evoluzione demografica
Abitanti censiti

## Amministrazione

### Gemellaggi
- Val Brembilla, dal 2011